# Cinara parvicornis
Cinara parvicornis är en insektsart som beskrevs av Hottes 1958. Cinara parvicornis ingår i släktet Cinara och familjen långrörsbladlöss. Inga underarter finns listade i Catalogue of Life.